# Course en ligne féminine aux championnats du monde de cyclisme sur route 1980
Navigation
1979 1981
La course en ligne féminine aux championnats du monde de cyclisme sur route 1980 a lieu le 30 août 1980 à Sallanches en France. Elle est remportée par l'Américaine Beth Heiden.

## Classement
|                                    | Coureuse                 | Pays             |    | Temps           |
| ---------------------------------- | ------------------------ | ---------------- | -- | --------------- |
| Médaille d'or, Coupe du Monde      | Beth Heiden              | États-Unis       | en | 1 h 45 min 15 s |
| Médaille d'argent, Coupe du Monde  | Tuulikki Jahre           | Suède            | +  | 0 s             |
| Médaille de bronze, Coupe du Monde | Mandy Jones              | Royaume-Uni      |    | 0 s             |
| 4                                  | Francesca Galli          | Italie           |    | 0 s             |
| 5                                  | Heidi Hopkins            | États-Unis       |    | 25 s            |
| 6                                  | Pia Prim                 | Suède            |    | 1 min 14 s      |
| 7                                  | Hennie Top               | Pays-Bas         |    | 1 min 49 s      |
| 8                                  | Karen Strong             | Canada           |    | 2 min 11 s      |
| 9                                  | Leontine van der Lienden | Pays-Bas         |    | 2 min 11 s      |
| 10                                 | Jeannie Longo-Ciprelli   | France           |    | 2 min 17 s      |
| 11                                 | Agneta Asplund           | Suède            |    | 2 min 58 s      |
| 12                                 | Wil Bezemer-Buitelaar    | Pays-Bas         |    | 2 min 58 s      |
| 13                                 | Marianne Berglund        | Suède            |    | 3 min 30 s      |
| 14                                 | Mary Barendregt          | Pays-Bas         |    | 3 min 30 s      |
| 15                                 | Galina Tsareva           | Union soviétique |    | 3 min 58 s      |
| 16                                 | Petra De Bruin           | Pays-Bas         |    | 4 min 8 s       |
| 17                                 | Evelyne Müller           | Suisse           |    | 4 min 8 s       |
| 18                                 | Arlette Lacan            | France           |    | 4 min 43 s      |
| 19                                 | Anna-Karin Johansson     | Suède            |    | 5 min 19 s      |
| 20                                 | Maria Kennes             | Belgique         |    | 5 min 52 s      |
| 21                                 | Giuseppina Marcuccetti   | Italie           |    | 5 min 52 s      |
| 22                                 | Adalberta Marcuccetti    | Italie           |    | 6 min 13 s      |
| 23                                 | Elisabeth Camus          | France           |    | 6 min 13 s      |

|                      | Coureuse             | Pays                 |  | Temps       |
| -------------------- | -------------------- | -------------------- |  | ----------- |
| Autres compétitrices |                      |                      |  |             |
| 26                   | Beate Habetz         | Allemagne de l'Ouest |  | 7 min 18 s  |
| 27                   | Sylviane Lecomte     | France               |  | 7 min 18 s  |
| 28                   | Nina Søbye           | Norvège              |  | 7 min 18 s  |
| 29                   | Thea van Rijnsoever  | Pays-Bas             |  | 7 min 18 s  |
| 31                   | Hanneke Lieverse     | Pays-Bas             |  | 7 min 29 s  |
| 32                   | Josiane Vanhuysse    | Belgique             |  | 7 min 29 s  |
| 33                   | Elisabeth Davis      | États-Unis           |  | 7 min 29 s  |
| 34                   | Lejane Cahard        | France               |  | 8 min 18 s  |
| 35                   | Chantal Fortier      | France               |  | 8 min 43 s  |
| 36                   | Marie-Claude Audet   | Canada               |  | 9 min 9 s   |
| 38                   | Sylvia Burka         | Canada               |  | 9 min 9 s   |
| 39                   | Maria Herrijgers     | Belgique             |  | 10 min 1 s  |
| 44                   | Ines Varenkamp       | Allemagne            |  | 11 min 22 s |
| 46                   | Rosemarie Schatzmann | Suisse               |  | 11 min 31 s |
| 47                   | Gabriele Altweck     | Allemagne de l'Ouest |  | 12 min 8 s  |
| 48                   | Mary Jane Reoch      | États-Unis           |  | 13 min 53 s |
| 54                   | Carole Vanier        | Canada               |  | 13 min 53 s |
| 54                   | Marylin Friesen      | Canada               |  | 17 min 33 s |
| 57                   | Gabi Habetz          | Allemagne de l'Ouest |  | 21 min 2 s  |